# Vulcanism

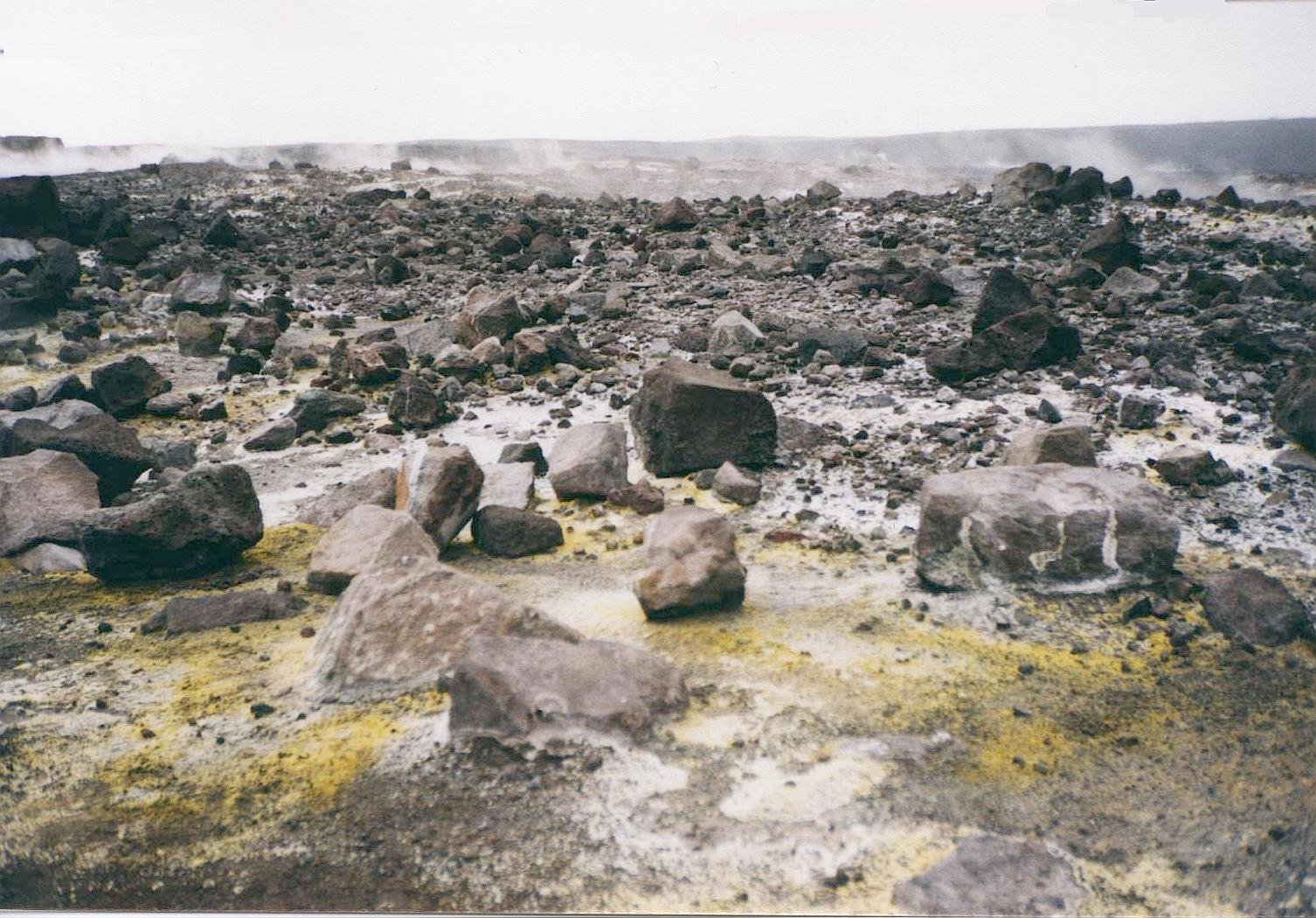
Urme de activitate vulcanică: Depuneri de sulf pe marginea craterului Halema'uma'u aparținând vulcanului Mauna Loa de pe insula Hawaii

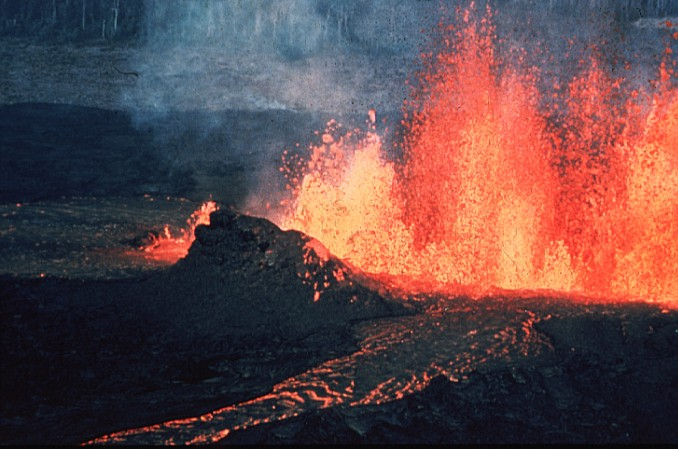
Erupția vulcanică este una dintre formele de manifestare a vulcanismului

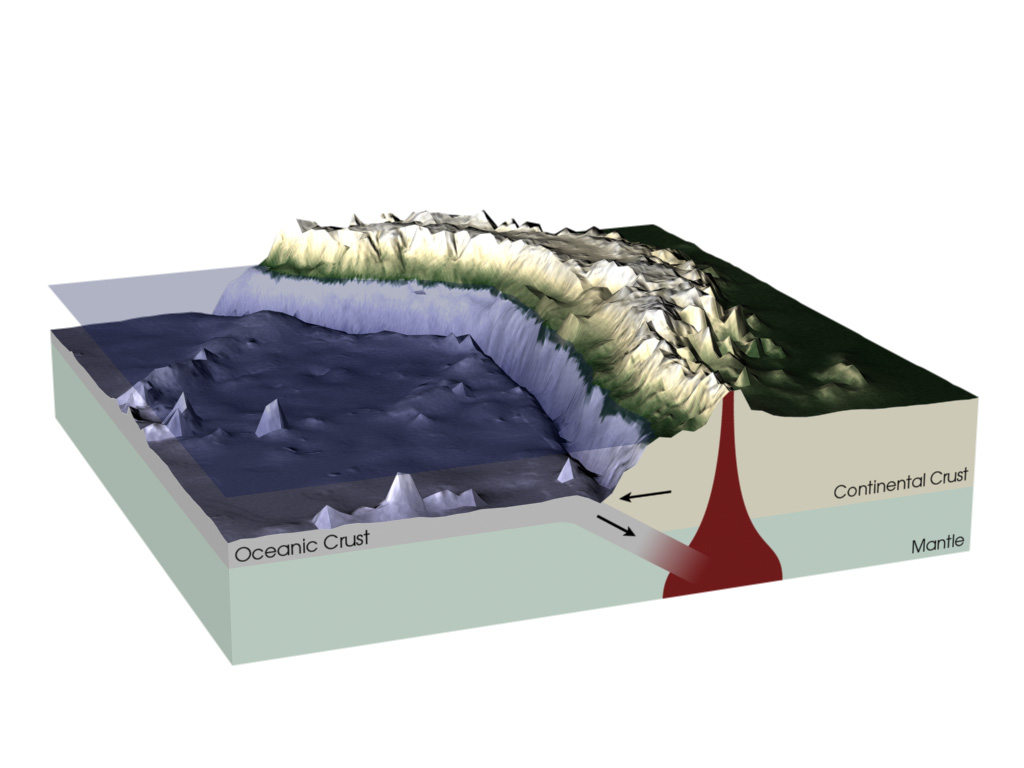
Subducțiunea unei plăci oceanice sub o placă continentală

Sub denumirea de Vulcanism se înțeleg totalitatea proceselor și fenomenelor geologice, legate de ascensiunea magmei din mantaua Pământului până la suprafața scoarței terestre.
De obicei, regiunile cu o activitate vulcanică sunt afectate și de mișcări tectonice, cum ar fi cutremure, zone de subducțiune, sau Hot-Spot (zone fierbinți de exemplu în insulele Hawaii).
Prin activitatea vulcanică apar și unele transformări chimice sau termice ale regiunii ca de exemplu ape minerale, ape termale, retopirea unor roci deja existente (formarea de roci magmatice), magma fiind înmagazinată în așanumită cameră sau rezervor de magmă care va fi alimentată cu magmă proaspătă din adâncime printr-un canal îngust de legătură.
Produsele proceselor vulcanice (erupției) pot fi: 
1. solide ca: bombele vulcanice (fragmente peste 64 mm de lavă solidificată ce pot atinge o dimensiune de mai mulți metri cubi), lapilii (fragmente între 2 - 64 mm) și cenușa vulcanică (particule sub 2mm).
2. lichide ca: lava (magma ajunsă la suprafață), lahar (curent noroios), gheizer (izvoare fierbinți ce izbucnesc din pământ ca fântâni arteziene), maare (lacuri circulare vulcanice)
3. gaze: gaze vulcanice, fumarole (emanații vulcanice cu vapori de apă și sulf).
4. sau forme mixte cu scurgeri de piroclaste, echivalentul magmei în adâncime sunt plutonitele (roci magmatice de adâncime formate la presiuni și temperaturi ridicate).

Vulcanii sunt rezultatul proceselor geodinamice ale vulcanismului, ce au loc și pe celelalte corpuri din sistemul solar, nu numai pe pământ, ca vulcanii cunoscuți pe lunile planetelor (Io - satelitul lui Jupiter sau Triton - satelit al lui Neptun) sau vulcanii stinși de pe planetele Marte și Venus. În 2014, oamenii de știință au descoperit 70 de fluxuri de lavă care s-au format pe Lună în ultimii 100 de milioane de ani. 
Activitatea vulcanilor poate produce catastrofe naturale semnalate în istorie, sau pot influența clima Pământului prin cantitățile mari de gaze și cenușă vulcanică produsă de vulcanii activi.
În același timp activitatea vulcanică are și efecte pozitive prin crearea unor soluri fertile, prin rocile nou formate din care rezultă materiale de construcție; de asemenea energia geotermică este tot mai folosită la încălzire, sau vulcanii sunt atracție turistică.
Un produs de asemenea important al vulcanismului sunt mineralele utile importante mineritului.
O zecime din populația globului terestru trăiesc în zona de influență a vulcanilor activi.
Obsevatoare țin sub supraveghere permanentă acești vulcani activi, înregistrând și analizând activitatea lor, aceste date servind în prognoza activității vulcanului și alarmă în cazul unei erupții probabile.

## Forțele de conducere ale vulcanismului

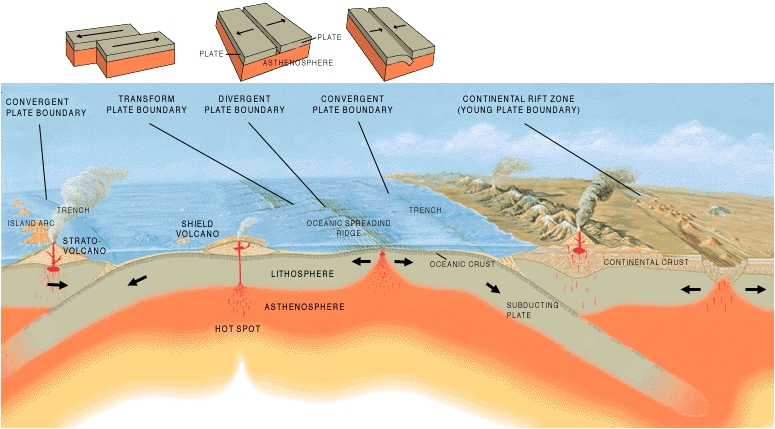
Trei tipuri de limite ale plăcilor

Mișcarea de rocă topită în manta, cauzată de curenții de convecție termică, cuplată cu efectele gravitaționale ale schimbărilor de pe suprafața pământului (eroziune, depunere, chiar impact cu asteroid și modele de revenire post-glaciară) mișcare tectonică a plăcii de mișcare și în cele din urmă vulcanism.

## Galerie de imagini

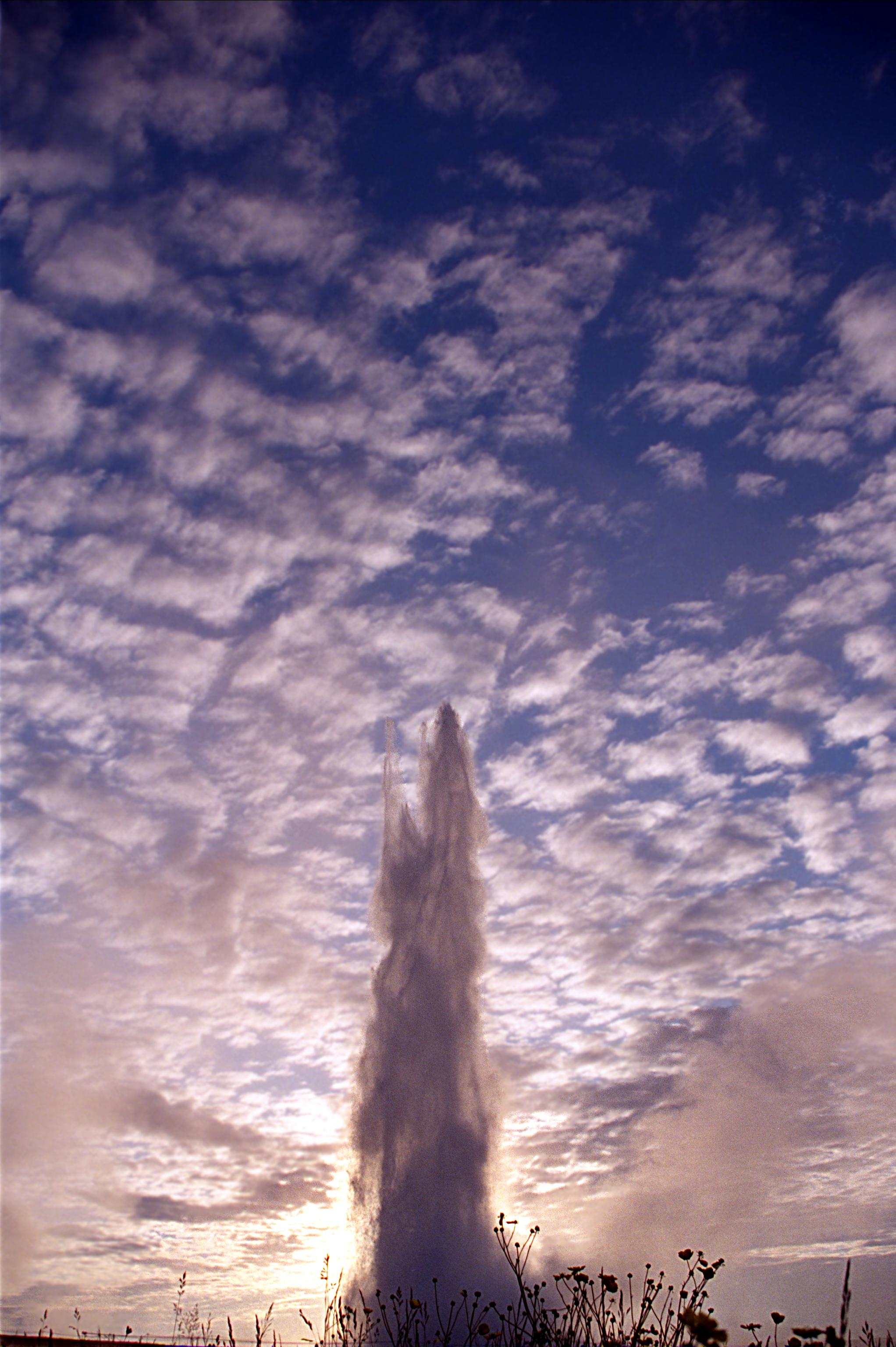
Gheizerul Strokkur din Islanda
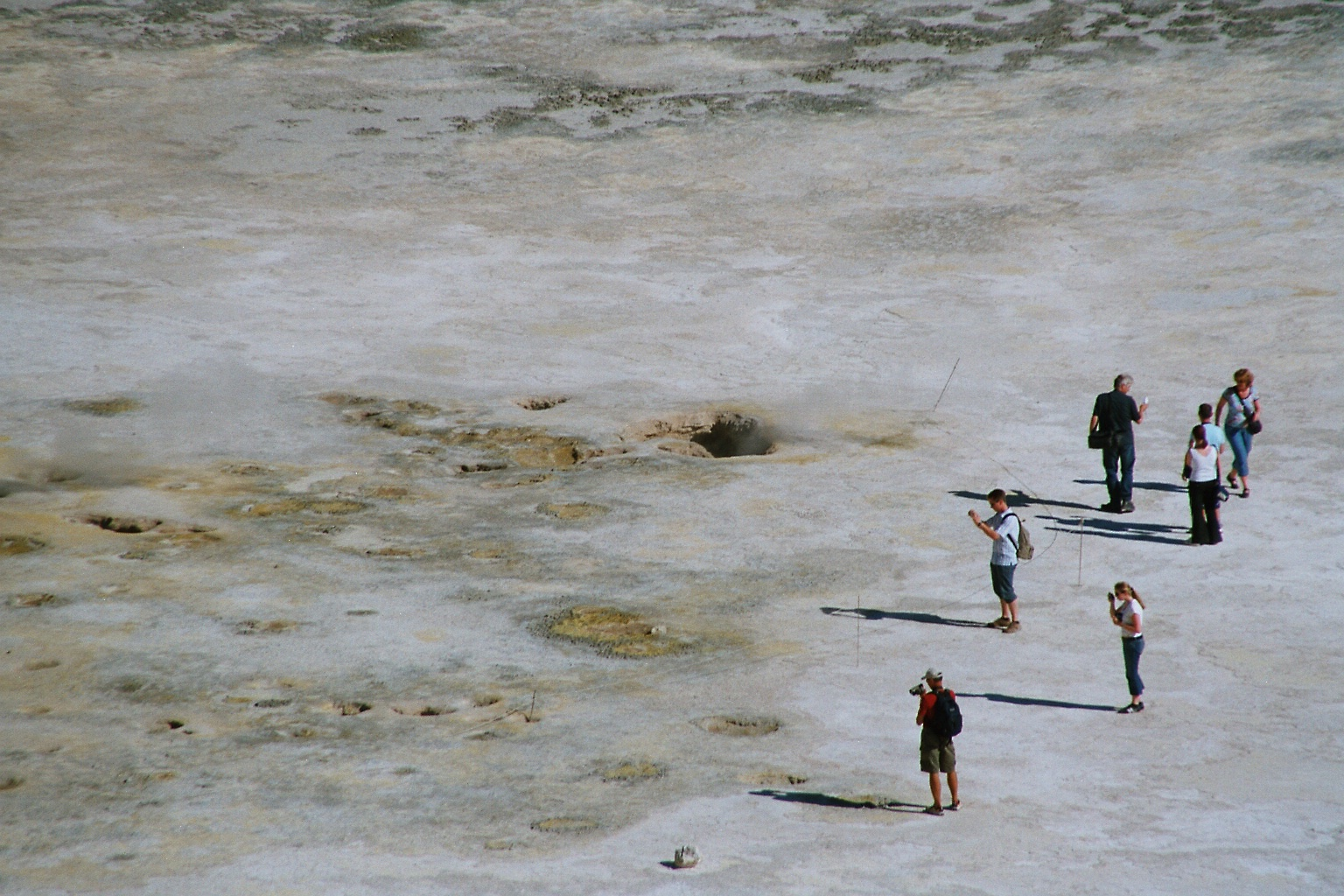
Fumarole pe Nisyros, Grecia
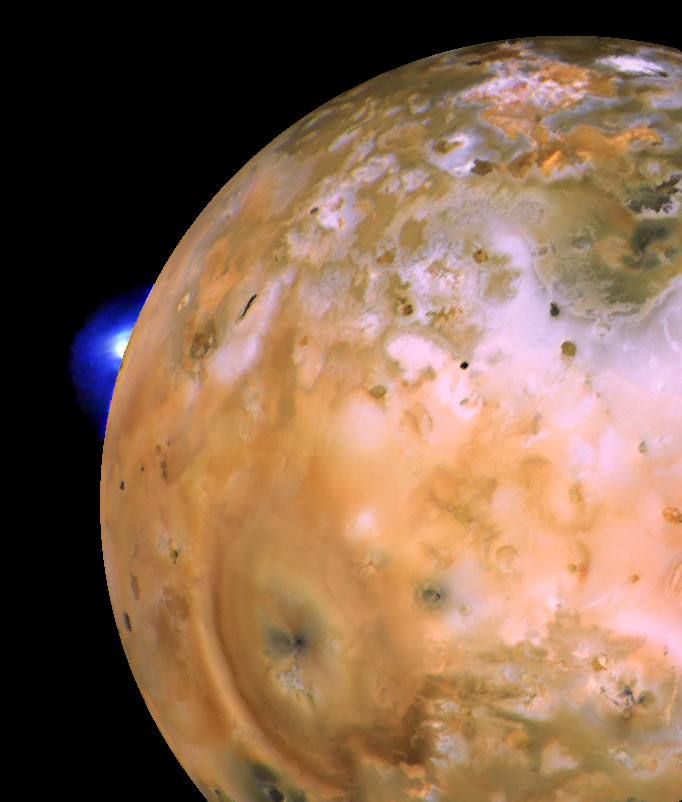
Erupţie vucanică pe Io unul din lunile planetei Iupiter